# Ferocactus cylindraceus ssp. lecontei
Ferocactus cylindraceus ssp. lecontei, podvrsta kaktusa Ferocactus cylindraceus iz SAD-a (sjeverozapadna Arizona, istočna Kalifornija, jugozapadni Utah, južna Nevada), Meksiko (Baja California).

## Opis
Naraste do visine od 2.4 m.

## Cvjetovi i plodovi
ima žute i narančaste cvjetove koji se pojavljuju u svibnju i lipnju, dugi su od 4-6 cm. Plodovi ovog kaktusa su žute boje.

## Uzgoj
- Preporučena temperatura: Noć: 9-10°C
- Tolerancija hladnoće: podnosi smrzavanje
- Minimalna temperatura:  10°C
- Izloženost suncu: cijelo vrijeme

## Sinonimi
- Echinocactus hertrichii Weinberg ex Werderm.
- Echinocactus hertrichii Weinberg
- Echinocactus lecontei Engelm.
- Echinocactus lecontei var. albispinus Kuhlm.
- Echinocactus lecontei var. hagei Miq.
- Echinocactus wislizeni f. lecontei (Engelm.) Schelle
- Echinocactus wislizeni var. lecontei (Engelm.) Engelm.
- Ferocactus acanthodes subsp. lecontei (Engelm.) Lodé
- Ferocactus acanthodes var. lecontei (Engelm.) G. E. Linds.
- Ferocactus cylindraceus subsp. lecontei (Engelm.) N. P. Taylor
- Ferocactus cylindraceus var. lecontei (Engelm.) Bravo
- Ferocactus lecontei (Engelm.) Britton & Rose
- Thelocactus hertrichii (Weinberg) Borg